# Glenne Headly

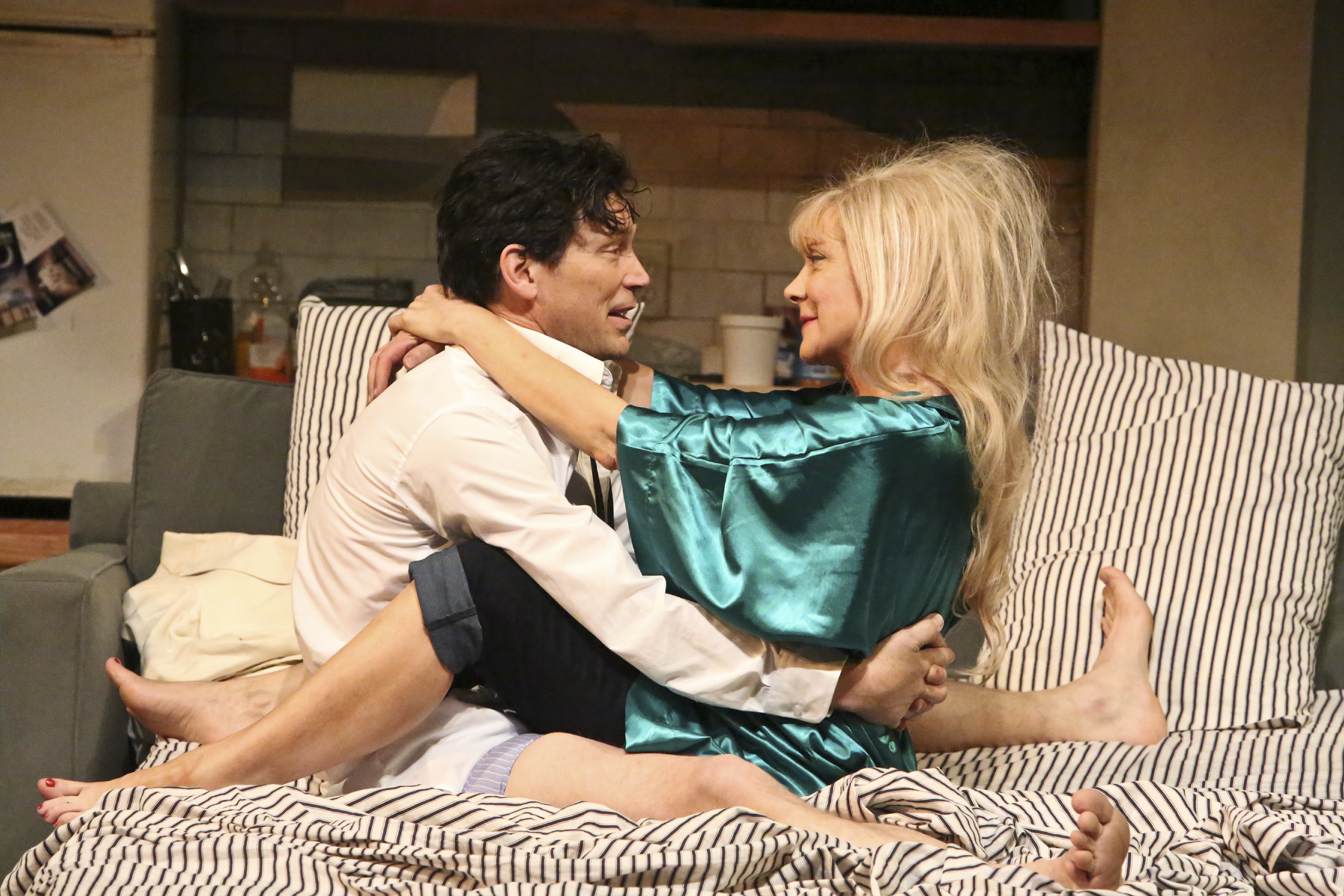
Glenne Headly (rechts) in Stage Kiss im Geffen Playhouse (2016)

Glenne Aimee Headly (* 13. März 1955 in New London, Connecticut; † 8. Juni 2017 in Santa Monica, Kalifornien) war eine US-amerikanische Schauspielerin.

## Leben und Leistungen
Headly begann ihre Karriere beim Theater und war unter anderem Mitglied der Steppenwolf Theatre Company. Seit 1981 war sie in Film und Fernsehen zu sehen und wirkte an rund 70 Produktionen mit.
Sie spielte im Film Tödliche Gedanken (1991) neben Demi Moore und Bruce Willis eine der Hauptrollen. Sie übernahm eine der Hauptrollen auch im preisgekrönten Film Mr. Holland’s Opus (1995), in dem sie neben Richard Dreyfuss auftrat. Sie spielte in der Filmkomödie Immer Ärger mit Sergeant Bilko (1996) neben Steve Martin und Dan Aykroyd, in der Komödie Schlimmer geht’s immer! (2001) neben Danny DeVito und Martin Lawrence. Sie war ebenfalls in der Fernsehserie Applaus! Applaus! (Encore! Encore!, 1998) zu sehen.
Headly war zweimal für den Emmy nominiert: Für die Fernsehserie Der Ruf des Adlers (Lonesome Dove, 1989) und den Film Schmutzige Liebe (1996). Die Chicago Film Critics Association zeichnete sie 1989 für ihre Rolle in Zwei hinreißend verdorbene Schurken in der Kategorie „Vielversprechendste Darstellerin“ aus. 1992 erhielt sie eine Nominierung als Beste Nebendarstellerin.
Headly war von 1982 bis 1988 mit John Malkovich verheiratet, 1993 heiratete sie Byron McCulloch. Mit ihm bekam sie 1997 ihr einziges Kind, einen Sohn.
Headly starb am 8. Juni 2017 im Alter von 62 Jahren in Santa Monica, Kalifornien, an den Folgen einer Lungenembolie.

## Filmografie (Auswahl)
- 1981: Vier Freunde (Four Friends)
- 1983: Dr. Detroit (Doctor Detroit)
- 1985: Purple Rose of Cairo (The Purple Rose of Cairo)
- 1985: Eleni
- 1985: Fandango
- 1986: Das Geschäft des Lebens (Seize the Day)
- 1987: Making Mr. Right – Ein Mann à la Carte (Making Mr. Right)
- 1987: Nadine – Eine kugelsichere Liebe (Nadine)
- 1988: Zwei hinreißend verdorbene Schurken (Dirty Rotten Scoundrels)
- 1988: Paperhouse – Albträume werden wahr (Paperhouse)
- 1988: Stars and Bars – Der ganz normale amerikanische Wahnsinn (Stars and Bars)
- 1989: Weg in die Wildnis (Lonesome Dove, Miniserie, 4 Folgen)
- 1990: Dick Tracy
- 1991: Tödliche Gedanken (Mortal Thoughts)
- 1993: ... und das Leben geht weiter (And the Band Plays on)
- 1994: Allein mit Dad & Co (Getting Even with Dad)
- 1995: Mr. Holland’s Opus
- 1996: Immer Ärger mit Sergeant Bilko (Sgt. Bilko)
- 1996: Schutzlos – Schatten über Carolina (Bastard Out of Carolina)
- 1996: 2 Tage in L. A. (2 Days in the Valley)
- 1996–1997: Emergency Room – Die Notaufnahme (ER, Fernsehserie, 9 Folgen)
- 1998: Winchell (Fernsehfilm)
- 1998: Schweinchen Babe in der großen Stadt (Babe: Pig in the City, Stimme)
- 1999: Breakfast of Champions – Frühstück für Helden (Breakfast of Champions)
- 2000: Timecode
- 2000: Sandy Bottom – Konzert für eine Stadt (The Sandy Bottom Orchestra, Fernsehfilm)
- 2001: Schlimmer geht’s immer! (What’s the Worst That Could Happen?)
- 2001: Girls in the City (A Girl Thing, Fernsehfilm)
- 2001: Bartleby
- 2002: Frauen gegen Männer (Women vs. Men, Fernsehfilm)
- 2003–2006: Monk (Fernsehserie, 4 Folgen)
- 2004: Eulogy – Letzte Worte (Eulogy)
- 2004: Bekenntnisse einer Highschool-Diva (Confessions of a Teenage Drama Queen)
- 2005: Dirty Movie (The Moguls)
- 2006: Comeback Season
- 2006: Raising Flagg
- 2006: Namesake – Zwei Welten, eine Reise (The Namesake)
- 2008: Kit Kittredge: An American Girl
- 2009: Familie Jones – Zu perfekt, um wahr zu sein (The Joneses)
- 2013: Don Jon
- 2016: The Night Of – Die Wahrheit einer Nacht (The Night Of, Miniserie)
- 2017: The Circle
- 2017: Future Man
- 2017: Das ist erst der Anfang! (Villa Capri)